# Марія Онетто
Марія Хосе Онетто (ісп. María José Onetto; 18 серпня 1966, Буенос-Айрес — 2 березня 2023, там само) — аргентинська акторка театру, кіно та телебачення.

## Життєпис
Народилася 18 серпня 1966 року у Буенос-Айресі в родині Хорхе Онетто, співробітника Segba (Електричні служби Великого Буенос-Айреса) та ресторатора (помер від інфаркту 1967 року), та Естели Марії Пасторе. Навчалася у католицькій школі, пізніше вивчала психологію в Університеті Буенос-Айреса, де захопилася акторською майстерністю. 1991 року вступила до театральної майстерні Рікардо Бартіса. Її першою значною акторською роботою стала роль у п'єсі «Знімаючи хрест» Рафаеля Шпрегельбурда у 1997 році.
2005 року виконала головну роль у кінодрамі «Четверо босоногих жінок» Сантьяго Лоси, за яку отримала премію Золотий Кікіто найкращій акторці у латиноамериканському фільмі на Кінофестивалі Грамаду (Бразилія).
2006 року роль Летисії Ломбардо у кримінальній теленовелі «Монте-Крісто. Любов та помста» за участю Пабло Ечаррі, Паоли Крум та Вівіани Сакконе, принесла їй премію Мартін Ф'єрро у категорії Відкриття та премію Clarín найкращій акторці у телевізійній драмі.
2008 року зіграла головну роль у драматичному фільмі «Жінка без голови» Лукресії Мартель. Стрічка брала участь в офіційному конкурсі Каннського кінофестивалю і принесла Онетто премію Срібний кондор найкращій акторці від Асоціації кінокритиків Аргентини.
2010 року за головну роль у кінодрамі «Головоломка» Наталії Смирноф була визнана найкращою акторкою на Кінофестивалі у Лімі.
2014 року за одну з ролей у фільмі «Дикі історії» Даміана Шифрона, представленому в офіційній конкурсній програмі Каннського кінофестивалю і номінованому на премію Оскар у категорії Найкращий фільм іноземною мовою, отримала номінацію на премію Sur найкращій акторці другого плану від Аргентинської Академії кінематографічних мистецтв та наук.
2 березня 2023 року Марія Онетто була знайдена мертвою у власній квартирі в Буенос-Айресі. За даними поліції, 56-річна акторка, перебуваючи у стані депресії через смерть матері, вчинила самогубство, перерізавши вени на руках. Похована на цвинтарі Ла-Чакаріта.

## Фільмографія
| Рік  |    | Українська назва                    | Оригінальна назва                           | Роль                                   |
| ---- | -- | ----------------------------------- | ------------------------------------------- | -------------------------------------- |
| 2000 | кф | Віддаленість                        | Lejanía                                     | -                                      |
| 2004 | с  | Маскування                          | El disfraz                                  | доктор Лавалье                         |
| 2005 | ф  | Четверо босоногих жінок             | Cuatro mujeres descalzas                    | Сандра                                 |
| 2005 | с  | Жінки-вбивці                        | Mujeres asesinas                            | мати Клаудії / лікарка / мати Патрисії |
| 2006 | ф  | Порада диявола                      | La punta del diablo                         | Лаура                                  |
| 2006 | ф  | Південна Арізона                    | Arizona sur                                 | наставниця                             |
| 2006 | с  | Монте-Крісто. Любов та помста       | Montecristo                                 | Летисія Ломбардо                       |
| 2007 | ф  | Інший                               | El orto                                     | портьє                                 |
| 2008 | с  | Жінки-вбивці                        | Mujeres asesinas                            | Ноемі Фернандес                        |
| 2008 | ф  | Жінка без голови                    | La mujer sin cabeza                         | Вероніка                               |
| 2009 | ф  | Проклятий                           | Los condenados                              | Марта                                  |
| 2009 | ф  | Ніколи не були такі чарівні         | Nunca estuviste tan adorable                | Бланка                                 |
| 2009 | с  | Постався до мене добре              | Tratame bien                                | Ельза Ліпіс                            |
| 2009 | ф  | Горизонталі та вертикалі            | Horizontal / Vertical                       | Гвадалупе                              |
| 2010 | ф  | Головоломка                         | Rompecabezas                                | Марія дель Кармен                      |
| 2010 | с  | Втрачений час                       | Lo que el tiempo nos dejó                   | мати Елени                             |
| 2013 | с  | Святі і грішні                      | Santos y pecadores                          | Долорес                                |
| 2014 | кф | Чайка                               | La gaviota                                  | Елена                                  |
| 2014 | ф  | Слюсар                              | El carrajero                                | Фабіана                                |
| 2014 | ф  | Дикі історії                        | Relatos salvajes                            | Елена                                  |
| 2014 | с  | Терапія                             | En terapia                                  | Маріса Ангусті                         |
| 2014 | с  | Одягнути націю                      | Vestir a la Nación                          | Кармен Монтіхо                         |
| 2015 | ф  | Життя після                         | La vida después                             | Хуана                                  |
| 2015 | кф | Незваний гість                      | La intrusa                                  | Сільвана                               |
| 2015 | с  | Дім                                 | La casa                                     | Сільвія Крус                           |
| 2016 | ф  | 2001 рік: Поки Кубрик був у космосі | 2001: mientras Kubrick estaba en el espacio | мати Феліпе                            |
| 2016 | с  | Браслет                             | La pulsera                                  | Сільвана                               |
| 2016 | с  | Стокгольмський синдром              | Estocolmo                                   | Моніка Торрес                          |
| 2017 | ф  | Важка рука закону                   | El peso de la ley                           | Мерседес Рівас                         |
| 2017 | с  | Мої ночі без тебе                   | Mis noches sin ti                           | Долорес                                |
| 2018 | ф  | Загублена                           | Perdida                                     | Клара Вільяльба                        |
| 2018 | ф  | Повітря                             | Aire                                        | Кармен                                 |
| 2018 | ф  | Канчук диявола                      | El azote del diablo                         | Ірене                                  |
| 2018 | с  | Мій брат клон                       | Mi hermano es un clon                       | Елена Монако                           |
| 2021 | ф  | Далекий дім                         | Una casa lejos                              | Марібель                               |
| 2021 | ф  | Червона кров                        | La sangre roja                              | Мерседес                               |
| 2021 | ф  | Я дитя, я принцеса                  | Yo nena, yo princesa                        | ліценціат Родрігес                     |
| 2021 | с  | Марадона: Благословенна мрія        | Maradona, sueño bendito                     | Мати Пласа-де-Майо                     |
| 2023 | с  | Рінго: Слава і смерть               | Ringo, gloria y muerte                      | Домінга Грільйо                        |

## Театр
- 1997 — Знімаючи хрест (ісп. Respando la cruz)
- 2001 — Людський масштаб (ісп. La escala humana)
- 2002 — Дім Бернарди Альби (ісп. La casa de Bernarda Alba)
- 2003 — Дивак (ісп. Bizarra)
- 2004 — Ніколи не були такі чарівні (ісп. Nunca estuviste tan adorable)
- 2007 — Смерть комівояжера (ісп. Muerte de un viajante)
- 2011 — Діти заснули (ісп. Los hijos se han dormido)
- 2013 — Осіння соната (ісп. Sonata de Otoño)
- 2015 — Ягнята (ісп. Los corderos)
- 2016 — Ідентичний (ісп. Idénticos)
- 2017 — Про Мірхану та її оточення (ісп. Sobre Mirjana y los que la rodean)
- 2017 — Маленький стан благодаті (ісп. Pequeño estado de gracia)
- 2018 — Маленькі люди (ісп. Personitas)
- 2019 — Депресивна людина (ісп. La persona deprimida)
- 2020 — Монологи чуми (ісп. Monólogos de la peste)
- 2021 — Влада (ісп. Potestad)
- 2021 — Радіоактивна Валерія (ісп. Valeria Radioactiva)
- 2022 — Криваве весілля (ісп. Bodas de sangre)

## Нагороди та номінації
Премія Clarín
- 2001 — Найкраща театральна акторка (Людський масштаб).
- 2006 — Найкраща акторка у телевізійній драмі (Монте-Крісто. Любов та помста).

Кінофестиваль Грамаду
- 2006 — Премія Золотий Кікіто найкращій акторці у повнометражному латиноамериканському фільмі, 35 мм (Четверо босоногих жінок).

Мартін Ф'єрро
- 2006 — Відкриття (Монте-Крісто. Любов та помста).

Срібний кондор
- 2008 — Найкраща акторка (Жінка без голови).
- 2011 — Номінація на найкращу акторку (Головоломка).

Кінофестиваль у Лімі
- 2010 — Найкраща акторка (Головоломка).

Премія Konex
- 2011 — Найкраща театральна акторка десятиліття (2001—2010).
- 2021 — Найкраща акторка десятиліття (2011—2020).

Sur Awards
- 2008 — Номінація на найкращу акторку (Жінка без голови).
- 2014 — Номінація на найкращу акторку другого плану (Дикі історії).
- 2017 — Номінація на найкращу акторку другого плану (Важка рука закону).